# 達弗林 (甘露市)
達弗林（英文：Dufferin）是一個位於加拿大英屬哥倫比亞省甘露市的一個鄰里社區。1971年4月23日首次建制時為區（時稱達弗林區(英文：the District of Dufferin)），最終於1973年5月1日與甘露市合併成為其市內的一個鄰里社區。社區東側為商業區，西側為住宅區，北側為自然保護區。

## 境內設施
- 亞伯丁商場
- 達弗林小學
- 甘露監獄
- 肯納·卡特賴特自然公園

## 資料來源
1. ↑   (PDF).   [2022-02-14]. （原始内容存档 (PDF)于2022-02-14）.
2. ↑  .   [2022-01-31]. （原始内容存档于2022-01-31）.